# فرد فريم
فرد فريم (بالإنجليزية: Fred Frame)‏ هو سائق سيارة سباق ومهندس أمريكي، ولد في 3 يونيو 1894 في إيكستر في الولايات المتحدة، وتوفي في 25 أبريل 1962 في هايوارد في الولايات المتحدة.

## روابط خارجية
- فرد فريم على موقع Racing-Reference.info (الإنجليزية)
- فرد فريم على موقع DriverDB.com (الإنجليزية)